# Elkhart Lake, Wisconsin
Elkhart Lake là một làng thuộc quận Sheboygan, tiểu bang Wisconsin, Hoa Kỳ. Năm 2006, dân số của làng này là 1021 người.